# Nam Gon
Nam Gon (* 1471; † 10. März 1527) war ein koreanischer Politiker, neokonfuzianischer Philosoph und Dichter. Er lebte zur Zeit der Joseon-Dynastie (1392–1897) im Zentrum Seouls (damals Hanseong) im bekannten historischen Stadtteil Sejong-ro. Sein Großjährigkeitsname lautete Sahwa (Hangeul 사화, Hanja 士華). Als Dichter ist er bekannt unter dem Pseudonym Jijeong (지정, 止亭) bzw. Jijok (지족, 知足) oder Jijokdang  (지족당, 知足堂).
Er war von 1523 bis 1527 war Premierminister von Joseon und auch Mitglied der Sarim-Fraktion (사림, dt. etwa „Gelehrten-Fraktion“).
| Personendaten    | Personendaten                                                                                   |
| ---------------- | ----------------------------------------------------------------------------------------------- |
| NAME             | Nam, Gon                                                                                        |
| ALTERNATIVNAMEN  | Nam, Gon (revidierte Romanisierung); Nam, Kon (McCune-Reischauer); 남곤 (Hangeul); 南袞 (Hanja) |
| KURZBESCHREIBUNG | koreanischer Politiker und neokonfuzianischer Philosoph                                         |
| GEBURTSDATUM     | 1471                                                                                            |
| GEBURTSORT       | Seoul                                                                                           |
| STERBEDATUM      | 10. März 1527                                                                                   |
| STERBEORT        | Seoul                                                                                           |